# Бауманська сільська адміністрація (Узункольський район)
Баума́нська сільська адміністрація (каз. Бауман ауылдық әкімдігі, рос. Бауманская сельская администрация) — адміністративна одиниця у складі Узункольського району Костанайської області Казахстану. Адміністративний центр та єдиний населений пункт — село Бауманське.
Населення — 339 осіб (2021; 840 у 2009, 1100 у 1999, 1462 у 1989).
Станом на 1989 рік існувала Бауманська сільська рада (село Корольовка, селище Бауманський). Село Корольовка було ліквідоване 2019 року, Бауманський сільський округ перетворено в сільську адміністрацію.

## Склад
До складу адміністрації входять такі населені пункти:
| Населений пункт    | Старі назви | Населення, осіб (1989) | Населення, осіб (1999) | Населення, осіб (2009) | Населення, осіб (2021) |
| ------------------ | ----------- | ---------------------- | ---------------------- | ---------------------- | ---------------------- |
| Бауманське, село   | Бауманський | 1058                   | 746                    | 628                    | 337                    |
| --Корольовка, село | -           | 404                    | 354                    | 212                    | 2                      |